# Селчоара (Прахова)
Селчоара (рум. Sălcioara) — село у повіті Прахова в Румунії. Входить до складу комуни Поденій-Ной.
Село розташоване на відстані 75 км на північ від Бухареста, 22 км на північний схід від Плоєшті, 148 км на захід від Галаца, 75 км на південний схід від Брашова.

## Населення
За даними перепису населення 2002 року у селі проживали 50 осіб, усі — румуни. Усі жителі села рідною мовою назвали румунську.